# San Cristóbal Nexquipayac
San Cristóbal Nexquipayac, eller bara Nexquipayac, är en ort i Mexiko, tillhörande kommunen Atenco i delstaten Mexiko. San Cristóbal Nexquipayac ligger i den centrala delen av landet och tillhör Mexico Citys storstadsområde. Orten hade 6 661 invånare vid folkräkningen 2010, och är kommunens näst största ort sett till befolkning.